# Калураз
Калураз (перс. كلورز) — село в Ірані, у дегестані Південний Ростамабад, у Центральному бахші, шагрестані Рудбар остану Ґілян. За даними перепису 2006 року, його населення становило 86 осіб, що проживали у складі 24 сімей.

## Клімат
Середня річна температура становить 15,31 °C, середня максимальна – 30,14 °C, а середня мінімальна – -0,86 °C. Середня річна кількість опадів – 745 мм.
| Клімат поселення                              | Клімат поселення | Клімат поселення | Клімат поселення | Клімат поселення | Клімат поселення | Клімат поселення | Клімат поселення | Клімат поселення | Клімат поселення | Клімат поселення | Клімат поселення | Клімат поселення | Клімат поселення |
| Показник                                      | Січ.             | Лют.             | Бер.             | Квіт.            | Трав.            | Черв.            | Лип.             | Серп.            | Вер.             | Жовт.            | Лист.            | Груд.            |                  |
| Середній максимум, °C                         | 10,71            | 11,24            | 14,02            | 19,97            | 23,70            | 28,26            | 29,86            | 30,14            | 26,26            | 22,20            | 16,74            | 12,37            |                  |
| Середня температура, °C                       | 4,93             | 5,46             | 8,25             | 14,18            | 17,91            | 22,47            | 25,35            | 25,64            | 21,74            | 17,68            | 12,23            | 7,86             |                  |
| Середній мінімум, °C                          | −0,86            | −0,32            | 2,44             | 8,39             | 12,12            | 16,69            | 20,84            | 21,13            | 17,23            | 13,17            | 7,71             | 3,35             |                  |
| Норма опадів, мм                              | 75               | 63               | 74               | 57               | 37               | 22               | 19               | 32               | 63               | 96               | 93               | 114              |                  |
| Середньомісячна швидкість вітру, м/с          | 2.24             | 2.58             | 2.42             | 2.45             | 2.30             | 2.35             | 2.40             | 2.20             | 2.06             | 1.91             | 2.00             | 2.15             |                  |
| Середньомісячна сонячна радіація, кДж/м²·день | 7202             | 9478             | 11522            | 15966            | 20069            | 22247            | 22304            | 19269            | 16237            | 11504            | 8951             | 6940             |                  |
| --------------------------------------------- | ---------------- | ---------------- | ---------------- | ---------------- | ---------------- | ---------------- | ---------------- | ---------------- | ---------------- | ---------------- | ---------------- | ---------------- | ---------------- |
| Джерело:                                      |                  |                  |                  |                  |                  |                  |                  |                  |                  |                  |                  |                  |                  |